# Китано-Тэммангу
Китано-Тэммангу (яп. 北野天満宮) — синтоистский храм в Камигё (Киото). Включён в список Национальных сокровищ Японии.

## История

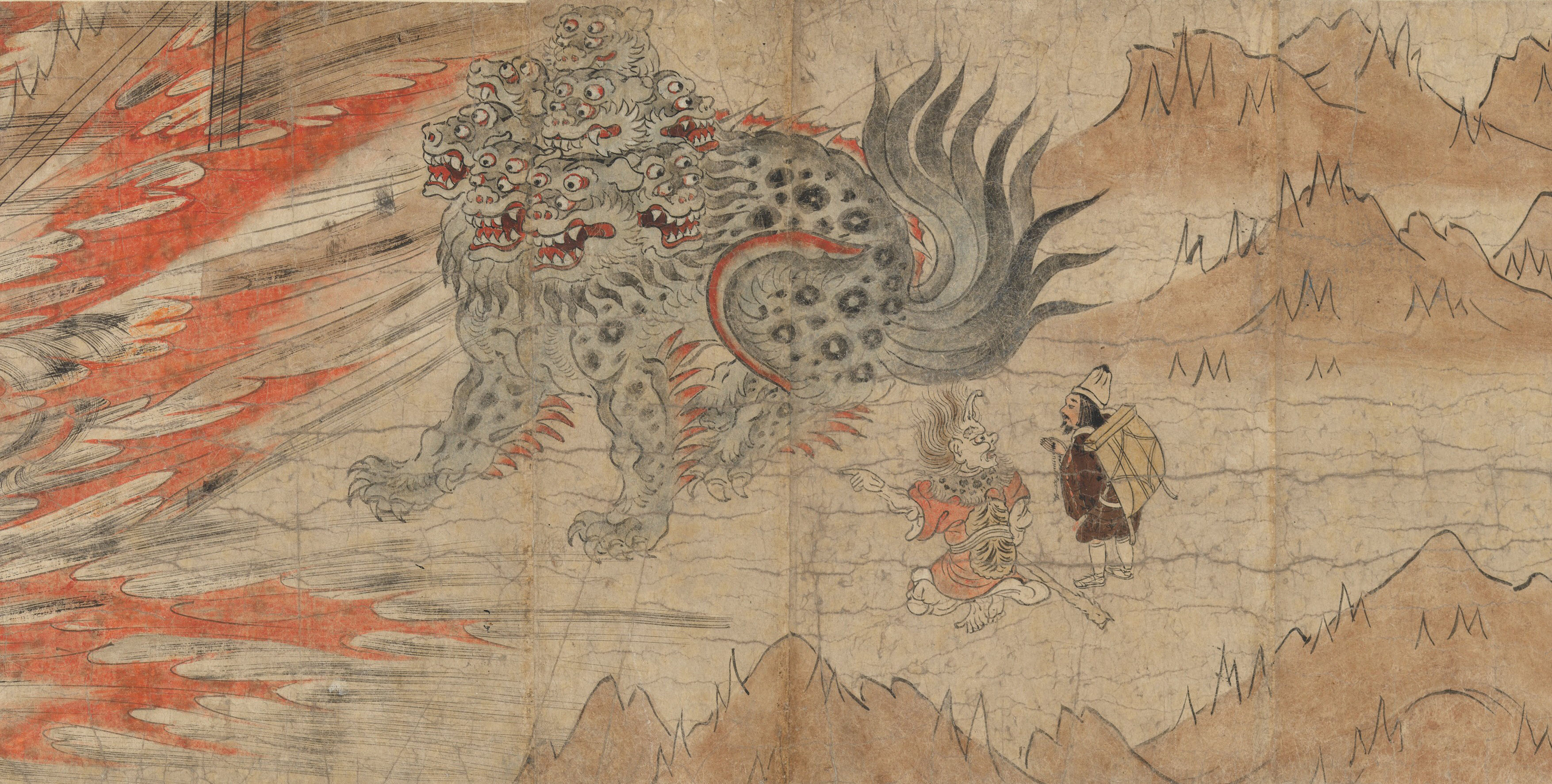
Рисунок из «Иллюстрированных легенд храма Китано-Тэндзин»

Храм был построен в 947 году, чтобы усмирить разгневанный дух политика, учёного и поэта Сугавара-но Митидзанэ, которого отправили в ссылку в результате политических интриг его противников из рода Фудзивара. После смерти Митидзанэ император восстановил его на всех должностях в государстве, сжёг официальный приказ о его изгнании и постановил, что поэту следует поклоняться под именем Тэндзин, все храмы, возводящиеся в честь Тэндзина, называют Тэммангу. По мотивам истории о создании храма, в XIII веке была создана серия из пяти рукописных иллюстрированных свитков «Иллюстрированные легенды храма Китано-Тэндзин» (яп. 北野天神縁起 китано тэндзин энги); в настоящее время они находятся в собрании Метрополитен-музея.
В 991 году храм вошёл в список 22 элитных святилищ, получавшие непосредственную поддержку японского императорского двора.
С 1871 по 1946 год Китано-Тэммангу официально считался одним из Кампэй-тюся (яп. 官幣中社), то есть он имел второй по значимости ранг в иерархии храмов, поддерживаемых государством.

## Тэндзин
Храм посвящён Сугавара-но Митидзанэ, который в 986 году был обожествлён и ему было присвоено имя «Тэндзин» — божество науки, поэзии и каллиграфии в синтоизме. Легенда гласит, из-за интриг рода Фудзивара Митидзанэ был сослан на Кюсю. Он умер в изгнании в 903 году, в столице же вскоре после этого начались проливные дожди с множеством молний. В результате пожары и наводнения уничтожили многие владения рода Фудзивара.
На территории храма посажено множество красных и белых слив — любимых деревьев Митидзанэ. Во время их цветения 25 февраля в храме проходит Фестиваль цветения слив (яп. 梅花祭 байкасай), где собирается много людей. Во время фестиваля в храме работает блошиный рынок, устраивается чайная церемония на открытом воздухе (яп. 野点 нодатэ), проводимая гейшами и майко из района Камиситикэн. Фестиваль проводится в один и тот же день в течение 900 лет в память о дате смерти Митидзанэ. Чайные церемонии проводятся с 1952 года, в тот же год состоялся большой фестиваль к 1050-летию со дня смерти Митидзанэ.
Всего в Японии построено около 12 000 храмов, посвященных Сугавара-но Митидзанэ, но храм Китано-Тэммангу является первоначальным и основным.
Китано-Тэммангу — популярное место среди студентов, молящихся перед экзаменами, поскольку Тэндзин при жизни был учёным и литератором. 25 числа каждого месяца храм устраивает блошиный рынок одновременно с похожим фестивалем в храме То-дзи, что стало основой для пословицы, популярной в Киото: «Хорошая погода на рынке То-дзи — дожди на рынке Тэндзина», что также является отсылкой на непостоянные погодные условия в Киото.

## Архитектура
Китано-Тэммангу является одним из самых известных примеров стиля гонгэн-дзукури (некоторые исследователи относят его к стилю ясака-дзукури) и ярким примером архитектуры эпохи Адзути-Момояма. В данном стиле хондэн и хайдэн расположены параллельно друг другу и объединены под одной крышей. Святилище Китано примечательно тем, что по сторонам от хайдэна добавлены две «музыкальные комнаты» (гакунома). От них отходит крытый коридор кайро, оканчивающийся «средними воротами» (тюмон), которые называют санкомон (яп. 三光門 врата трёх светил) из-за вырезанных на них изображений солнца, луны и звезды.
На длинном, огибающем храм сандо стоит эма-докоро — здание, где вывешиваются вотивные таблички эма. Ежегодно в апреле проходит церемония сжигания эма абитуриентов. Южные ворота — трёхпролётные, в боковых пролётах установлены фигуры лучников-хранителей (дзуйдзин). До эпохи Мэйдзи на территории храма также располагались пагода, зал для хранения сутр и прочие буддистские здания.
Перед храмом располагается знаменитый сливовый сад, что характерно для святилищ Тэммангу. В саду растёт более 2000 деревьев 50 видов. Из их высушенных плодов на Новый Год принято заваривать чай, который, как считается, приносит счастье. По территории храма протекает речка Камиягава, на берегах которой растут около 250 клёнов.

## Галерея

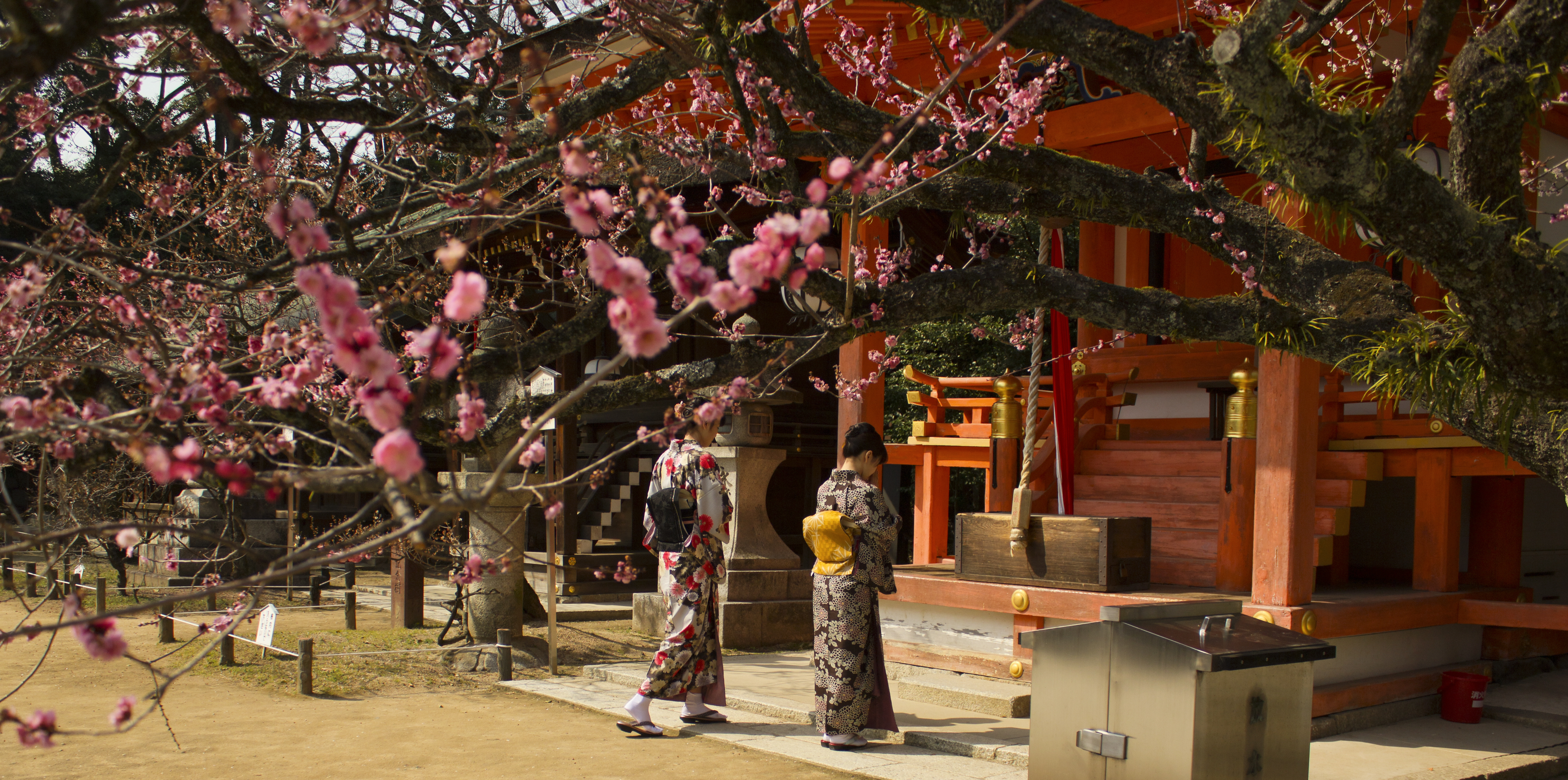
Женщины молятся
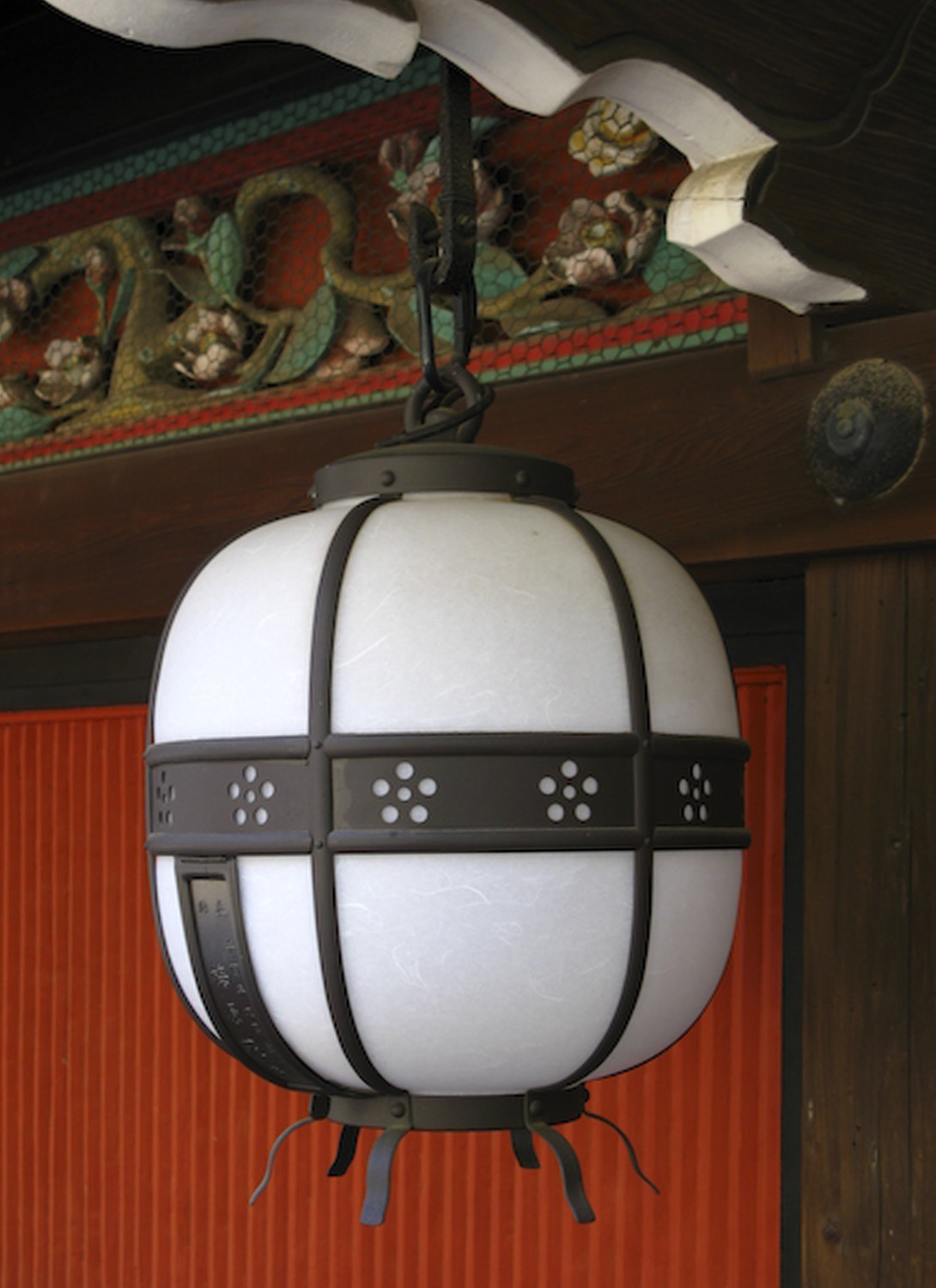
Фонари на зданиях храма
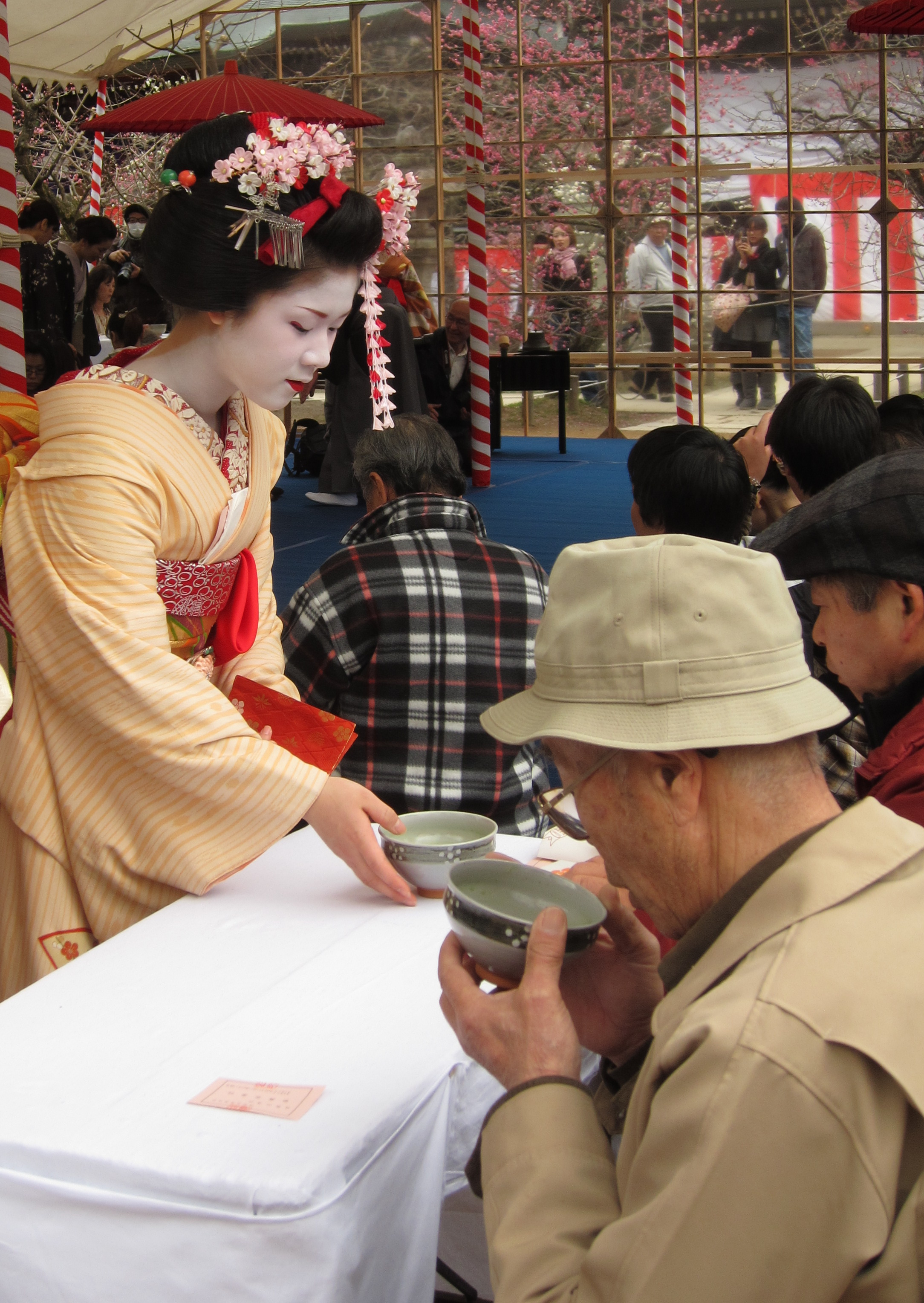
Майко угощает чаем на фестивале цветения слив
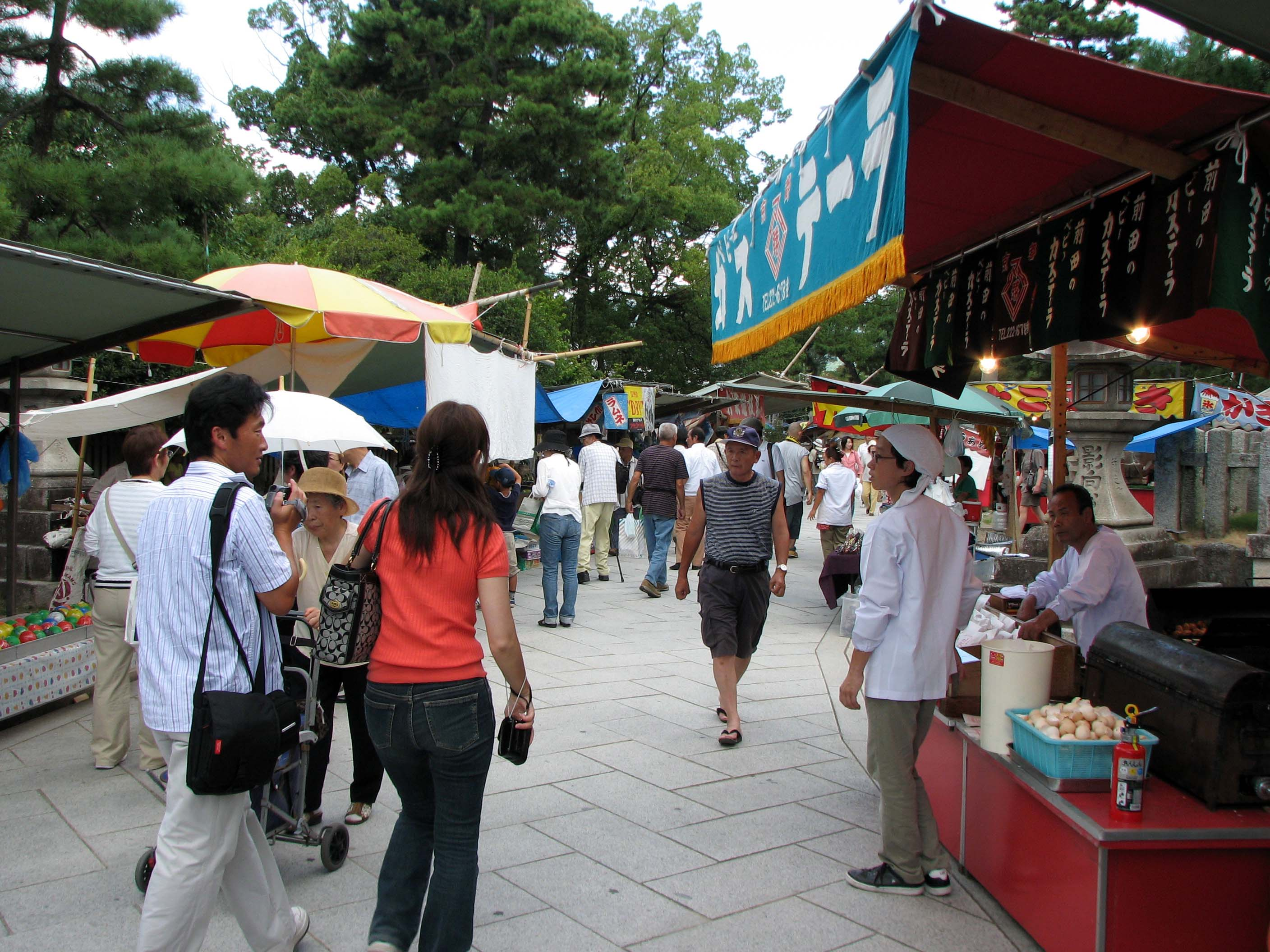
Блошиный рынок на территории храма
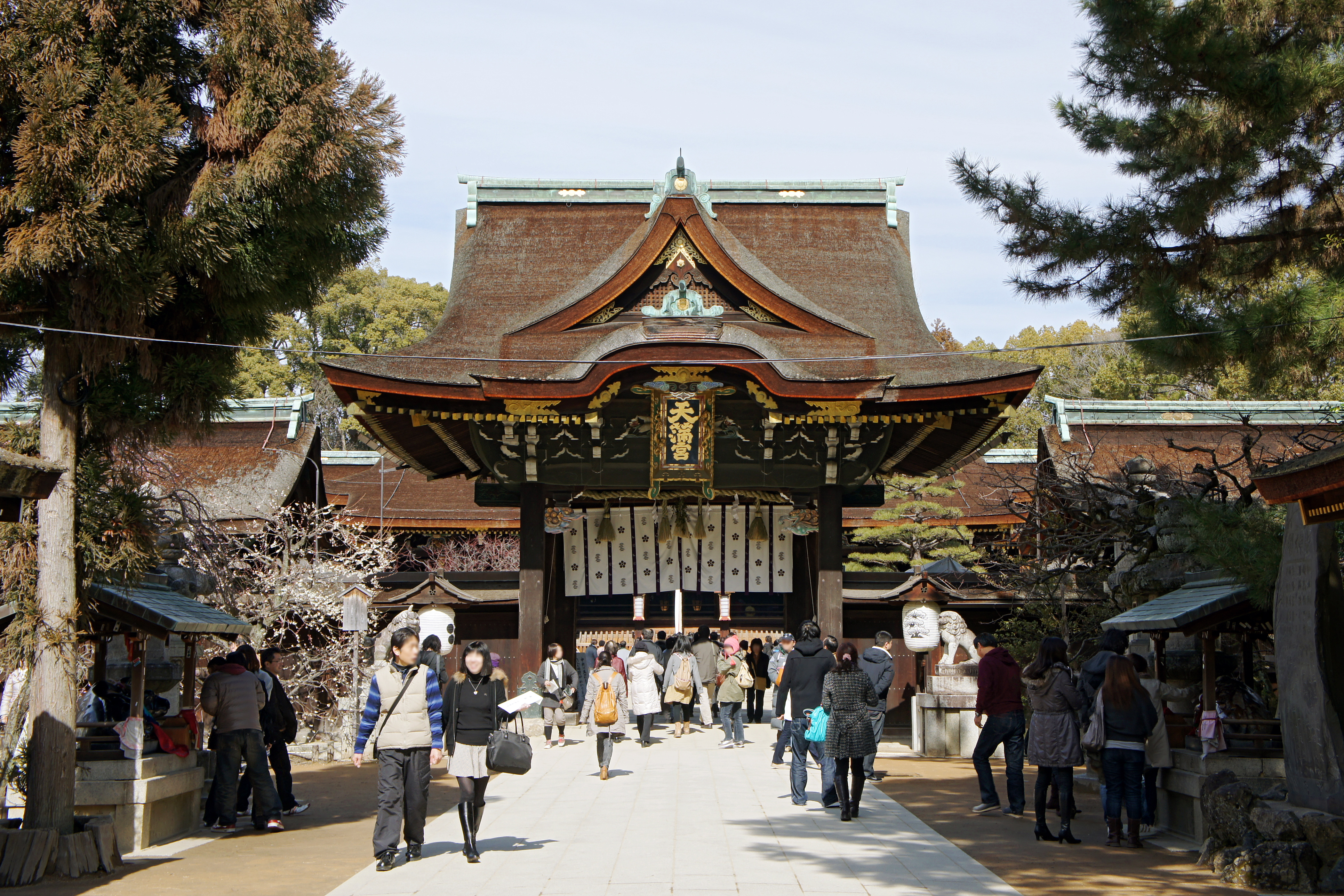
Тюмон
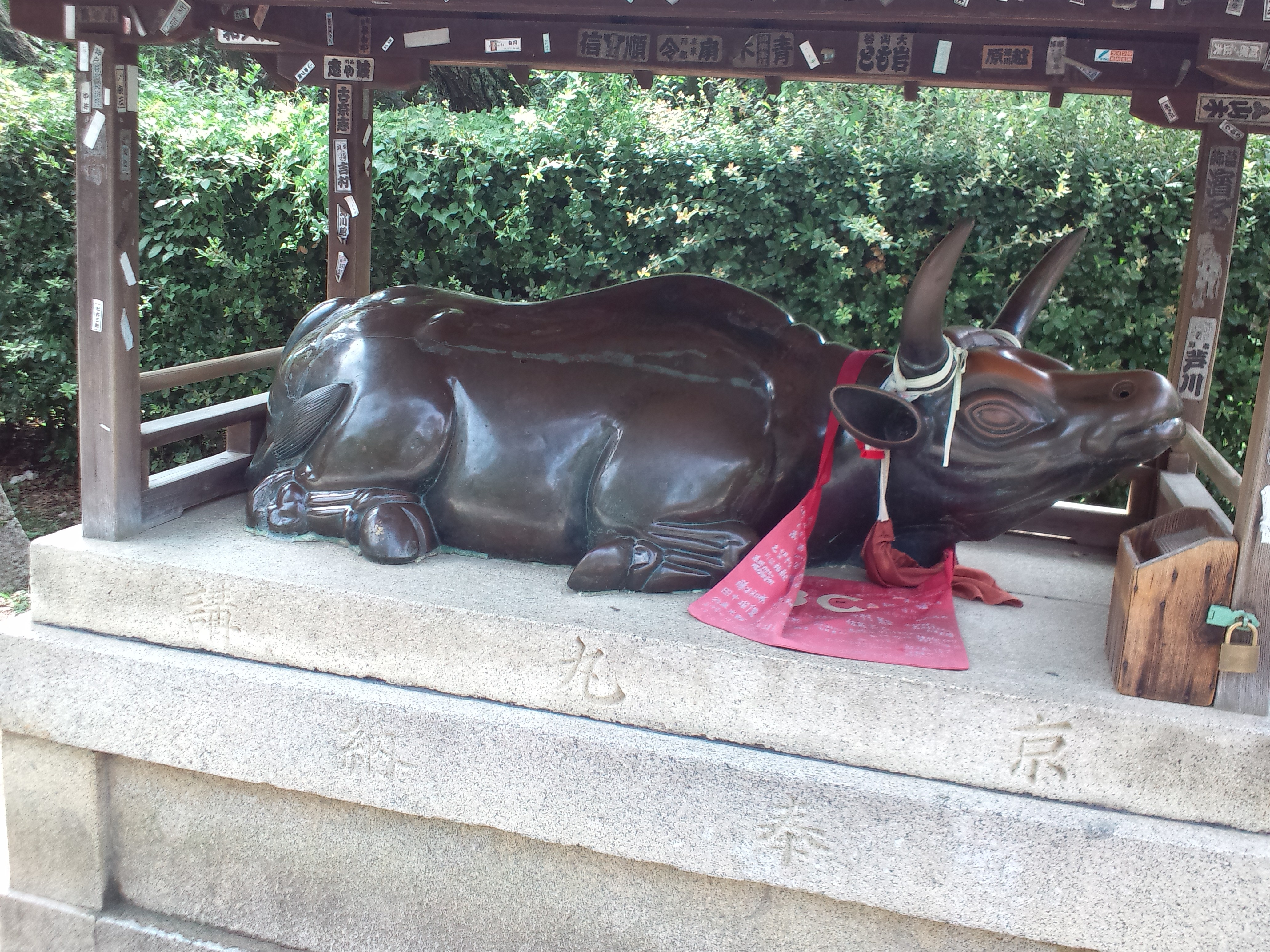
Скульптура быка